# گومبرن
گومبرن (به اسپانیایی: Gombreny) یک منطقهٔ مسکونی در اسپانیا است که در ریپولس واقع شده‌است. گومبرن ۴۳٫۳ کیلومتر مربع مساحت دارد.